# Bộ Hoa hồng
Bộ Hoa hồng (danh pháp khoa học: Rosales) là một bộ thực vật có hoa, hiện tại bao gồm 9 họ (khoảng 256-261 chi và 7.400-7.725 loài) với họ điển hình là họ Hoa hồng (Rosaceae). Chín họ này là những họ được coi là có quan hệ họ hàng với nhau theo các phân tích di truyền học của Angiosperm Phylogeny Group. Việc phân tích này cũng chỉ ra rằng bộ trong hệ thống Cronquist cũ là bộ Gai (Urticales) nằm trong bộ Rosales.
Điều này làm thay đổi toàn bộ định nghĩa về bộ Hoa hồng trong hệ thống Cronquist, được liệt kê dưới đây; các họ này đã được chuyển tới các bộ khác. Các họ/bộ đã được chấp nhận (hiện nay) được đặt trong ngoặc:
- Alseuosmiaceae (bộ Asterales)
- Anisophylleaceae (bộ Cucurbitales)
- Brunelliaceae (bộ Oxalidales)
- Bruniaceae (họ đặt không đúng chỗ trong phân nhóm Cúc thực thụ II (Euasterid II)).
- Byblidaceae (bộ Lamiales)
- Cephalotaceae (bộ Oxalidales)
- Chrysobalanaceae (bộ Malpighiales)
- Columelliaceae (họ đặt không đúng chỗ trong phân nhóm Cúc thực thụ II (Euasterid II)).
- Connaraceae (bộ Oxalidales)
- Crassulaceae (bộ Saxifragales)
- Crossosomataceae (họ đặt không đúng chỗ trong phân nhóm Rosid)
- Cunoniaceae (bộ Oxalidales)
- Davidsoniaceae (họ Cunoniaceae, bộ Oxalidales)
- Dialypetalanthaceae (họ Rubiaceae, bộ Gentianales)
- Eucryphiaceae (họ Cunoniaceae, bộ Oxalidales)
- Greyiaceae (họ Melianthaceae, bộ Geraniales)
- Grossulariaceae (bộ Saxifragales)
- Hydrangeaceae (bộ Cornales)
- Neuradaceae (bộ Malvales)
- Pittosporaceae (bộ Apiales)
- Rhabdodendraceae (bộ Caryophyllales)
- Rosaceae
- Saxifragaceae (bộ Saxifragales)
- Surianaceae (bộ Fabales)

## Phát sinh chủng loài
Biểu đồ phát sinh chủng loài dưới đây lấy theo Wang và ctv. (2009), với tên gọi các bộ lấy từ website của Angiosperm Phylogeny.. Các nhánh với mức hỗ trợ tự khởi động thấp hơn 50% bị bỏ qua. Các nhánh khác có mức hỗ trợ 100% ngoại trừ những nơi có con số chỉ ra mức hỗ trợ cụ thể.
|  | Huaceae      |
|  |              |
|  | Celastrales  |
|  |              |
|  | Oxalidales   |
|  |              |
|  | Malpighiales |
|  |              |

|  | Rosales                                                  |
|  |                                                          |
|  | \| \| Fagales \| \| \| \| \| \| Cucurbitales \| \| \| \| |
|  |                                                          |
|  | Fagales                                                  |
|  |                                                          |
|  | Cucurbitales                                             |
|  |                                                          |

|  | Fagales      |
|  |              |
|  | Cucurbitales |
|  |              |

|  | Rosales                                                  |
|  |                                                          |
|  | \| \| Fagales \| \| \| \| \| \| Cucurbitales \| \| \| \| |
|  |                                                          |
|  | Fagales                                                  |
|  |                                                          |
|  | Cucurbitales                                             |
|  |                                                          |

|  | Fagales      |
|  |              |
|  | Cucurbitales |
|  |              |

|  | Huaceae      |
|  |              |
|  | Celastrales  |
|  |              |
|  | Oxalidales   |
|  |              |
|  | Malpighiales |
|  |              |

|  | Rosales                                                  |
|  |                                                          |
|  | \| \| Fagales \| \| \| \| \| \| Cucurbitales \| \| \| \| |
|  |                                                          |
|  | Fagales                                                  |
|  |                                                          |
|  | Cucurbitales                                             |
|  |                                                          |

|  | Fagales      |
|  |              |
|  | Cucurbitales |
|  |              |

|  | Rosales                                                  |
|  |                                                          |
|  | \| \| Fagales \| \| \| \| \| \| Cucurbitales \| \| \| \| |
|  |                                                          |
|  | Fagales                                                  |
|  |                                                          |
|  | Cucurbitales                                             |
|  |                                                          |

|  | Fagales      |
|  |              |
|  | Cucurbitales |
|  |              |

|  | Huaceae      |
|  |              |
|  | Celastrales  |
|  |              |
|  | Oxalidales   |
|  |              |
|  | Malpighiales |
|  |              |

|  | Rosales                                                  |
|  |                                                          |
|  | \| \| Fagales \| \| \| \| \| \| Cucurbitales \| \| \| \| |
|  |                                                          |
|  | Fagales                                                  |
|  |                                                          |
|  | Cucurbitales                                             |
|  |                                                          |

|  | Fagales      |
|  |              |
|  | Cucurbitales |
|  |              |

|  | Rosales                                                  |
|  |                                                          |
|  | \| \| Fagales \| \| \| \| \| \| Cucurbitales \| \| \| \| |
|  |                                                          |
|  | Fagales                                                  |
|  |                                                          |
|  | Cucurbitales                                             |
|  |                                                          |

|  | Fagales      |
|  |              |
|  | Cucurbitales |
|  |              |

|  | Huaceae      |
|  |              |
|  | Celastrales  |
|  |              |
|  | Oxalidales   |
|  |              |
|  | Malpighiales |
|  |              |

|  | Rosales                                                  |
|  |                                                          |
|  | \| \| Fagales \| \| \| \| \| \| Cucurbitales \| \| \| \| |
|  |                                                          |
|  | Fagales                                                  |
|  |                                                          |
|  | Cucurbitales                                             |
|  |                                                          |

|  | Fagales      |
|  |              |
|  | Cucurbitales |
|  |              |

|  | Rosales                                                  |
|  |                                                          |
|  | \| \| Fagales \| \| \| \| \| \| Cucurbitales \| \| \| \| |
|  |                                                          |
|  | Fagales                                                  |
|  |                                                          |
|  | Cucurbitales                                             |
|  |                                                          |

|  | Fagales      |
|  |              |
|  | Cucurbitales |
|  |              |

|  | Geraniales |
|  |            |
|  | Myrtales   |
|  |            |

|  | Huerteales                                               |
|  |                                                          |
|  | \| \| Brassicales \| \| \| \| \| \| Malvales \| \| \| \| |
|  |                                                          |
|  | Brassicales                                              |
|  |                                                          |
|  | Malvales                                                 |
|  |                                                          |

|  | Brassicales |
|  |             |
|  | Malvales    |
|  |             |

|  | Huerteales                                               |
|  |                                                          |
|  | \| \| Brassicales \| \| \| \| \| \| Malvales \| \| \| \| |
|  |                                                          |
|  | Brassicales                                              |
|  |                                                          |
|  | Malvales                                                 |
|  |                                                          |

|  | Brassicales |
|  |             |
|  | Malvales    |
|  |             |

|  | Huerteales                                               |
|  |                                                          |
|  | \| \| Brassicales \| \| \| \| \| \| Malvales \| \| \| \| |
|  |                                                          |
|  | Brassicales                                              |
|  |                                                          |
|  | Malvales                                                 |
|  |                                                          |

|  | Brassicales |
|  |             |
|  | Malvales    |
|  |             |

|  | Huerteales                                               |
|  |                                                          |
|  | \| \| Brassicales \| \| \| \| \| \| Malvales \| \| \| \| |
|  |                                                          |
|  | Brassicales                                              |
|  |                                                          |
|  | Malvales                                                 |
|  |                                                          |

|  | Brassicales |
|  |             |
|  | Malvales    |
|  |             |

|  | Huerteales                                               |
|  |                                                          |
|  | \| \| Brassicales \| \| \| \| \| \| Malvales \| \| \| \| |
|  |                                                          |
|  | Brassicales                                              |
|  |                                                          |
|  | Malvales                                                 |
|  |                                                          |

|  | Brassicales |
|  |             |
|  | Malvales    |
|  |             |

|  | Huerteales                                               |
|  |                                                          |
|  | \| \| Brassicales \| \| \| \| \| \| Malvales \| \| \| \| |
|  |                                                          |
|  | Brassicales                                              |
|  |                                                          |
|  | Malvales                                                 |
|  |                                                          |

|  | Brassicales |
|  |             |
|  | Malvales    |
|  |             |

|  | Huerteales                                               |
|  |                                                          |
|  | \| \| Brassicales \| \| \| \| \| \| Malvales \| \| \| \| |
|  |                                                          |
|  | Brassicales                                              |
|  |                                                          |
|  | Malvales                                                 |
|  |                                                          |

|  | Brassicales |
|  |             |
|  | Malvales    |
|  |             |

|  | Huerteales                                               |
|  |                                                          |
|  | \| \| Brassicales \| \| \| \| \| \| Malvales \| \| \| \| |
|  |                                                          |
|  | Brassicales                                              |
|  |                                                          |
|  | Malvales                                                 |
|  |                                                          |

|  | Brassicales |
|  |             |
|  | Malvales    |
|  |             |

|  | Geraniales |
|  |            |
|  | Myrtales   |
|  |            |

|  | Huerteales                                               |
|  |                                                          |
|  | \| \| Brassicales \| \| \| \| \| \| Malvales \| \| \| \| |
|  |                                                          |
|  | Brassicales                                              |
|  |                                                          |
|  | Malvales                                                 |
|  |                                                          |

|  | Brassicales |
|  |             |
|  | Malvales    |
|  |             |

|  | Huerteales                                               |
|  |                                                          |
|  | \| \| Brassicales \| \| \| \| \| \| Malvales \| \| \| \| |
|  |                                                          |
|  | Brassicales                                              |
|  |                                                          |
|  | Malvales                                                 |
|  |                                                          |

|  | Brassicales |
|  |             |
|  | Malvales    |
|  |             |

|  | Huerteales                                               |
|  |                                                          |
|  | \| \| Brassicales \| \| \| \| \| \| Malvales \| \| \| \| |
|  |                                                          |
|  | Brassicales                                              |
|  |                                                          |
|  | Malvales                                                 |
|  |                                                          |

|  | Brassicales |
|  |             |
|  | Malvales    |
|  |             |

|  | Huerteales                                               |
|  |                                                          |
|  | \| \| Brassicales \| \| \| \| \| \| Malvales \| \| \| \| |
|  |                                                          |
|  | Brassicales                                              |
|  |                                                          |
|  | Malvales                                                 |
|  |                                                          |

|  | Brassicales |
|  |             |
|  | Malvales    |
|  |             |

|  | Huerteales                                               |
|  |                                                          |
|  | \| \| Brassicales \| \| \| \| \| \| Malvales \| \| \| \| |
|  |                                                          |
|  | Brassicales                                              |
|  |                                                          |
|  | Malvales                                                 |
|  |                                                          |

|  | Brassicales |
|  |             |
|  | Malvales    |
|  |             |

|  | Huerteales                                               |
|  |                                                          |
|  | \| \| Brassicales \| \| \| \| \| \| Malvales \| \| \| \| |
|  |                                                          |
|  | Brassicales                                              |
|  |                                                          |
|  | Malvales                                                 |
|  |                                                          |

|  | Brassicales |
|  |             |
|  | Malvales    |
|  |             |

|  | Huerteales                                               |
|  |                                                          |
|  | \| \| Brassicales \| \| \| \| \| \| Malvales \| \| \| \| |
|  |                                                          |
|  | Brassicales                                              |
|  |                                                          |
|  | Malvales                                                 |
|  |                                                          |

|  | Brassicales |
|  |             |
|  | Malvales    |
|  |             |

|  | Huerteales                                               |
|  |                                                          |
|  | \| \| Brassicales \| \| \| \| \| \| Malvales \| \| \| \| |
|  |                                                          |
|  | Brassicales                                              |
|  |                                                          |
|  | Malvales                                                 |
|  |                                                          |

|  | Brassicales |
|  |             |
|  | Malvales    |
|  |             |

|  | Huaceae      |
|  |              |
|  | Celastrales  |
|  |              |
|  | Oxalidales   |
|  |              |
|  | Malpighiales |
|  |              |

|  | Rosales                                                  |
|  |                                                          |
|  | \| \| Fagales \| \| \| \| \| \| Cucurbitales \| \| \| \| |
|  |                                                          |
|  | Fagales                                                  |
|  |                                                          |
|  | Cucurbitales                                             |
|  |                                                          |

|  | Fagales      |
|  |              |
|  | Cucurbitales |
|  |              |

|  | Rosales                                                  |
|  |                                                          |
|  | \| \| Fagales \| \| \| \| \| \| Cucurbitales \| \| \| \| |
|  |                                                          |
|  | Fagales                                                  |
|  |                                                          |
|  | Cucurbitales                                             |
|  |                                                          |

|  | Fagales      |
|  |              |
|  | Cucurbitales |
|  |              |

|  | Huaceae      |
|  |              |
|  | Celastrales  |
|  |              |
|  | Oxalidales   |
|  |              |
|  | Malpighiales |
|  |              |

|  | Rosales                                                  |
|  |                                                          |
|  | \| \| Fagales \| \| \| \| \| \| Cucurbitales \| \| \| \| |
|  |                                                          |
|  | Fagales                                                  |
|  |                                                          |
|  | Cucurbitales                                             |
|  |                                                          |

|  | Fagales      |
|  |              |
|  | Cucurbitales |
|  |              |

|  | Rosales                                                  |
|  |                                                          |
|  | \| \| Fagales \| \| \| \| \| \| Cucurbitales \| \| \| \| |
|  |                                                          |
|  | Fagales                                                  |
|  |                                                          |
|  | Cucurbitales                                             |
|  |                                                          |

|  | Fagales      |
|  |              |
|  | Cucurbitales |
|  |              |

|  | Huaceae      |
|  |              |
|  | Celastrales  |
|  |              |
|  | Oxalidales   |
|  |              |
|  | Malpighiales |
|  |              |

|  | Rosales                                                  |
|  |                                                          |
|  | \| \| Fagales \| \| \| \| \| \| Cucurbitales \| \| \| \| |
|  |                                                          |
|  | Fagales                                                  |
|  |                                                          |
|  | Cucurbitales                                             |
|  |                                                          |

|  | Fagales      |
|  |              |
|  | Cucurbitales |
|  |              |

|  | Rosales                                                  |
|  |                                                          |
|  | \| \| Fagales \| \| \| \| \| \| Cucurbitales \| \| \| \| |
|  |                                                          |
|  | Fagales                                                  |
|  |                                                          |
|  | Cucurbitales                                             |
|  |                                                          |

|  | Fagales      |
|  |              |
|  | Cucurbitales |
|  |              |

|  | Huaceae      |
|  |              |
|  | Celastrales  |
|  |              |
|  | Oxalidales   |
|  |              |
|  | Malpighiales |
|  |              |

|  | Rosales                                                  |
|  |                                                          |
|  | \| \| Fagales \| \| \| \| \| \| Cucurbitales \| \| \| \| |
|  |                                                          |
|  | Fagales                                                  |
|  |                                                          |
|  | Cucurbitales                                             |
|  |                                                          |

|  | Fagales      |
|  |              |
|  | Cucurbitales |
|  |              |

|  | Rosales                                                  |
|  |                                                          |
|  | \| \| Fagales \| \| \| \| \| \| Cucurbitales \| \| \| \| |
|  |                                                          |
|  | Fagales                                                  |
|  |                                                          |
|  | Cucurbitales                                             |
|  |                                                          |

|  | Fagales      |
|  |              |
|  | Cucurbitales |
|  |              |

|  | Geraniales |
|  |            |
|  | Myrtales   |
|  |            |

|  | Huerteales                                               |
|  |                                                          |
|  | \| \| Brassicales \| \| \| \| \| \| Malvales \| \| \| \| |
|  |                                                          |
|  | Brassicales                                              |
|  |                                                          |
|  | Malvales                                                 |
|  |                                                          |

|  | Brassicales |
|  |             |
|  | Malvales    |
|  |             |

|  | Huerteales                                               |
|  |                                                          |
|  | \| \| Brassicales \| \| \| \| \| \| Malvales \| \| \| \| |
|  |                                                          |
|  | Brassicales                                              |
|  |                                                          |
|  | Malvales                                                 |
|  |                                                          |

|  | Brassicales |
|  |             |
|  | Malvales    |
|  |             |

|  | Huerteales                                               |
|  |                                                          |
|  | \| \| Brassicales \| \| \| \| \| \| Malvales \| \| \| \| |
|  |                                                          |
|  | Brassicales                                              |
|  |                                                          |
|  | Malvales                                                 |
|  |                                                          |

|  | Brassicales |
|  |             |
|  | Malvales    |
|  |             |

|  | Huerteales                                               |
|  |                                                          |
|  | \| \| Brassicales \| \| \| \| \| \| Malvales \| \| \| \| |
|  |                                                          |
|  | Brassicales                                              |
|  |                                                          |
|  | Malvales                                                 |
|  |                                                          |

|  | Brassicales |
|  |             |
|  | Malvales    |
|  |             |

|  | Huerteales                                               |
|  |                                                          |
|  | \| \| Brassicales \| \| \| \| \| \| Malvales \| \| \| \| |
|  |                                                          |
|  | Brassicales                                              |
|  |                                                          |
|  | Malvales                                                 |
|  |                                                          |

|  | Brassicales |
|  |             |
|  | Malvales    |
|  |             |

|  | Huerteales                                               |
|  |                                                          |
|  | \| \| Brassicales \| \| \| \| \| \| Malvales \| \| \| \| |
|  |                                                          |
|  | Brassicales                                              |
|  |                                                          |
|  | Malvales                                                 |
|  |                                                          |

|  | Brassicales |
|  |             |
|  | Malvales    |
|  |             |

|  | Huerteales                                               |
|  |                                                          |
|  | \| \| Brassicales \| \| \| \| \| \| Malvales \| \| \| \| |
|  |                                                          |
|  | Brassicales                                              |
|  |                                                          |
|  | Malvales                                                 |
|  |                                                          |

|  | Brassicales |
|  |             |
|  | Malvales    |
|  |             |

|  | Huerteales                                               |
|  |                                                          |
|  | \| \| Brassicales \| \| \| \| \| \| Malvales \| \| \| \| |
|  |                                                          |
|  | Brassicales                                              |
|  |                                                          |
|  | Malvales                                                 |
|  |                                                          |

|  | Brassicales |
|  |             |
|  | Malvales    |
|  |             |

|  | Geraniales |
|  |            |
|  | Myrtales   |
|  |            |

|  | Huerteales                                               |
|  |                                                          |
|  | \| \| Brassicales \| \| \| \| \| \| Malvales \| \| \| \| |
|  |                                                          |
|  | Brassicales                                              |
|  |                                                          |
|  | Malvales                                                 |
|  |                                                          |

|  | Brassicales |
|  |             |
|  | Malvales    |
|  |             |

|  | Huerteales                                               |
|  |                                                          |
|  | \| \| Brassicales \| \| \| \| \| \| Malvales \| \| \| \| |
|  |                                                          |
|  | Brassicales                                              |
|  |                                                          |
|  | Malvales                                                 |
|  |                                                          |

|  | Brassicales |
|  |             |
|  | Malvales    |
|  |             |

|  | Huerteales                                               |
|  |                                                          |
|  | \| \| Brassicales \| \| \| \| \| \| Malvales \| \| \| \| |
|  |                                                          |
|  | Brassicales                                              |
|  |                                                          |
|  | Malvales                                                 |
|  |                                                          |

|  | Brassicales |
|  |             |
|  | Malvales    |
|  |             |

|  | Huerteales                                               |
|  |                                                          |
|  | \| \| Brassicales \| \| \| \| \| \| Malvales \| \| \| \| |
|  |                                                          |
|  | Brassicales                                              |
|  |                                                          |
|  | Malvales                                                 |
|  |                                                          |

|  | Brassicales |
|  |             |
|  | Malvales    |
|  |             |

|  | Huerteales                                               |
|  |                                                          |
|  | \| \| Brassicales \| \| \| \| \| \| Malvales \| \| \| \| |
|  |                                                          |
|  | Brassicales                                              |
|  |                                                          |
|  | Malvales                                                 |
|  |                                                          |

|  | Brassicales |
|  |             |
|  | Malvales    |
|  |             |

|  | Huerteales                                               |
|  |                                                          |
|  | \| \| Brassicales \| \| \| \| \| \| Malvales \| \| \| \| |
|  |                                                          |
|  | Brassicales                                              |
|  |                                                          |
|  | Malvales                                                 |
|  |                                                          |

|  | Brassicales |
|  |             |
|  | Malvales    |
|  |             |

|  | Huerteales                                               |
|  |                                                          |
|  | \| \| Brassicales \| \| \| \| \| \| Malvales \| \| \| \| |
|  |                                                          |
|  | Brassicales                                              |
|  |                                                          |
|  | Malvales                                                 |
|  |                                                          |

|  | Brassicales |
|  |             |
|  | Malvales    |
|  |             |

|  | Huerteales                                               |
|  |                                                          |
|  | \| \| Brassicales \| \| \| \| \| \| Malvales \| \| \| \| |
|  |                                                          |
|  | Brassicales                                              |
|  |                                                          |
|  | Malvales                                                 |
|  |                                                          |

|  | Brassicales |
|  |             |
|  | Malvales    |
|  |             |

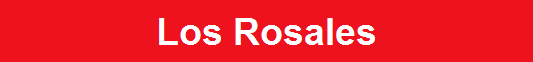
Cây phát sinh chủng loài trong phạm vi bộ Hoa hồng.

Nhóm thân cây của bộ Rosales có niên đại khoảng 89-88 triệu năm trước (Ma), sự rẽ nhánh của nhóm chỏm cây bắt đầu vào khoảng 76 Ma (Wikström và ctv. 2001). Bộ Rosales chứa khoảng 1,9% sự đa dạng của thực vật hai lá mầm thật sự (Magallön và ctv. 1999); các hóa thạch được biết đến từ Trung Eocen, khoảng 44 Ma. Ronse De Craene (2003) cho rằng sự mất đi các cánh hoa có thể đặc trưng cho bộ Rosales, với các "cánh hoa" biểu kiến chiếm vị trí của các nhị và sự tiến hóa của chúng cho phép (chẳng hạn họ Rosaceae) có thể đa dạng hóa; so sánh cấu trúc sắp xếp các mao mạch của cánh và nhị hoa có thể liên quan tới giả thiết hình thái học này, và việc nó có điều gì đó với sự đa dạng hóa hay không vẫn là vấn đề tách biệt. Trên thực tế, nếu bộ Rosales là nhóm chị-em với bộ Fabales, thì chúng lại dường như không là nhóm có sự đa dạng đáng chú ý khi xét về số lượng loài, biểu hiện ở chỗ gần 4.000 loài trong bộ Rosales là nằm trong nhóm Ulmaceae-Urticaceae, nhóm với hoa không có cánh hoa.
Rễ nói chung có 2 lớp chất gỗ trong họ Rosaceae, nhưng cũng có dạng ba lớp chất gỗ v.v.; việc lấy mẫu ở những họ khác còn ít, mặc dù ít hơn ở họ Ulmaceae và các họ hàng của nó, và các rễ hai lớp chất gỗ dường như được tìm thấy trong suốt cả bộ này. Ít nhất các họ Rosaceae, Rhamnaceae, Elaeagnaceae và Ulmaceae có thể là dạng nấm rễ ngoài (Malloch và ctv. 1980; Smith & Read 1997). Các thành phần quản bào trong họ Rosaceae nói chung có đế hoa giả (phần dày lên trong các màng hốc lõm gắn với dải mịn tế bào chất nối liền các tế bào), trong khi đế hoa thật có tại họ Rosaceae và những họ khác trong bộ (Jansen và ctv. 2007). Thể hạt ống sàng thiếu cả tinh bột lẫn protein và thể vùi là hiếm ngoài bộ Rosales, mặc dù chúng xuất hiện ở một số thực vật ký sinh cũng như trong các họ Crassulaceae và Malpighiaceae (Behnke 1991).
Trong quá khứ, bộ Gai (Urticales, bao gồm các họ Urticaceae, Ulmaceae, Moraceae v.v.) được coi là tách biệt với họ Hoa hồng (Rosaceae), chủ yếu là do các hoa bị suy giảm rất mạnh và thường thụ phấn nhờ gió của nhóm này, và các họ khác hiện nay đặt trong bộ Hoa hồng thì trước đây cũng được đặt ở các nơi khác. Các mối quan hệ trong phạm vi bộ này vẫn vẫn chưa được rõ ràng, mặc dù Rosaceae có thể là nhóm có quan hệ chị-em với phần còn lại của bộ (hỗ trợ mạnh trong Savolainen và ctv. 2000, Wang và ctv. 2009), còn Ulmaceae và các họ hàng của nó (bộ Urticales cũ) cùng Rhamnaceae và các họ hàng của nó có thể tạo thành hai nhánh khác nữa (Thulin và ctv. 1998; Savolainen và ctv. 2000; Richardson và ctv. 2000; Sytsma và ctv. 2002 [vị trí của Rosaceae v.v. chưa chắc chắn], Wang và ctv. 2009): xem cây phát sinh loài trong hình ở bên phải.

## Từ đồng nghĩa
Barbeyales Takhtadjan & Reveal, Elaeagnales Bromhead, Ficales Dumortier, Frangulales Wirtgen, Rhamnales Dumortier, Sanguisorbales Dumortier, Ulmales Lindley, Urticales Dumortier - Barbeyanae Reveal & Doweld, Rhamnanae Reveal (Rhamnales + Elaeagnales), Rosanae Takhtadjan, Urticanae Reveal - Rosidae Takhtadjan - Frangulopsida Endlicher, Rhamnopsida Brongniart, Rosopsida Batsch, Urticopsida Bartling

## Các họ
- Barbeyaceae: 1 chi, 1 loài (Barbeya oleoides) ở đông bắc châu Phi và bán đảo Ả Rập.
- Cannabaceae: Họ gai dầu, khoảng 11 chi và 170 loài, phân bố rộng khắp, trừ vùng ven Bắc cực.
- Dirachmaceae: 1 chi, 2 loài tại đảo Socotra và Somalia
- Elaeagnaceae: họ nhót, khoảng 3 chi với 45 loài tại vùng ôn đới Bắc bán cầu và vùng nhiệt đới; đặc biệt tại Malesia và Úc.
- Moraceae: Họ dâu tằm, khoảng 38 chi và 1.100 loài tại vùng nhiệt đới và ôn đới ấm.
- Rhamnaceae: Họ táo, khoảng 52 chi và 925 loài, rộng khắp thế giới, đặc biệt là vùng nhiệt đới và ôn đới ấm.
- Rosaceae: Họ hoa hồng, khoảng 90 chi và 2.520 loài, rộng khắp thế giới, đặc biệt tại Bắc bán cầu.
- Ulmaceae: Họ du, khoảng 6 chi với 35 loài, chủ yếu tại vùng ôn đới Bắc bán cầu, đặc biệt tại châu Á, nhưng thưa thớt tại những nơi khác, ngoại trừ khu vực Úc và các đảo trên Thái Bình Dương.
- Urticaceae: Họ tầm ma, gai, khoảng 54 chi với 2.625 loài, tại khu vực nhiệt đới là chủ yếu, mặc dù phạm vi phân bố là rộng khắp thế giới.

## Một số hình ảnh về bộ Hoa hồng

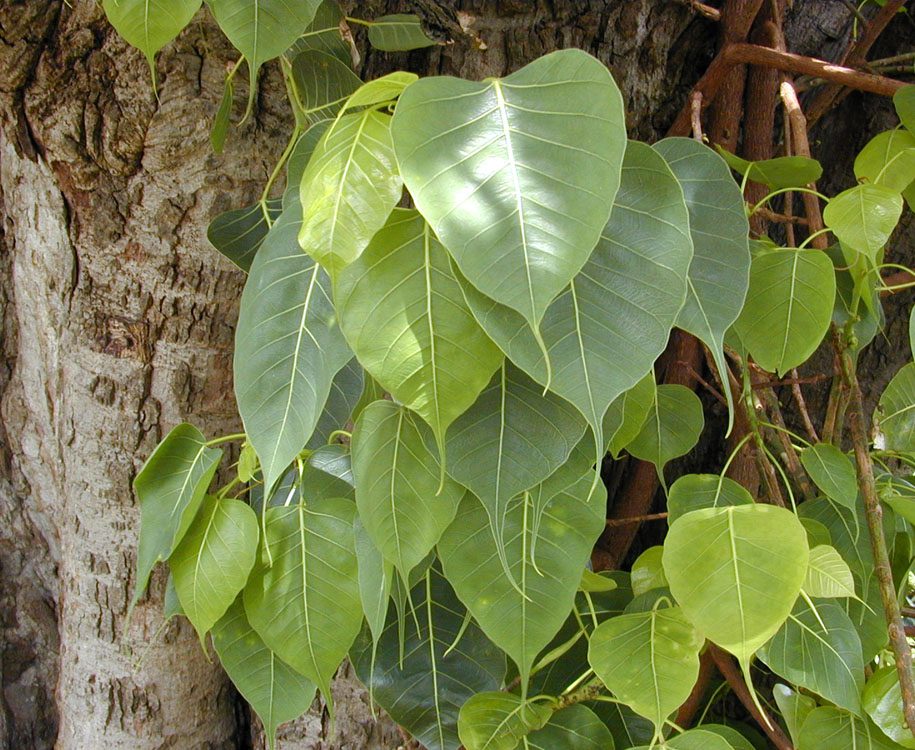
Cây đề (Ficus religiosa), một loài thuộc bộ Hoa hồng, cây biểu tượng của Phật giáo.
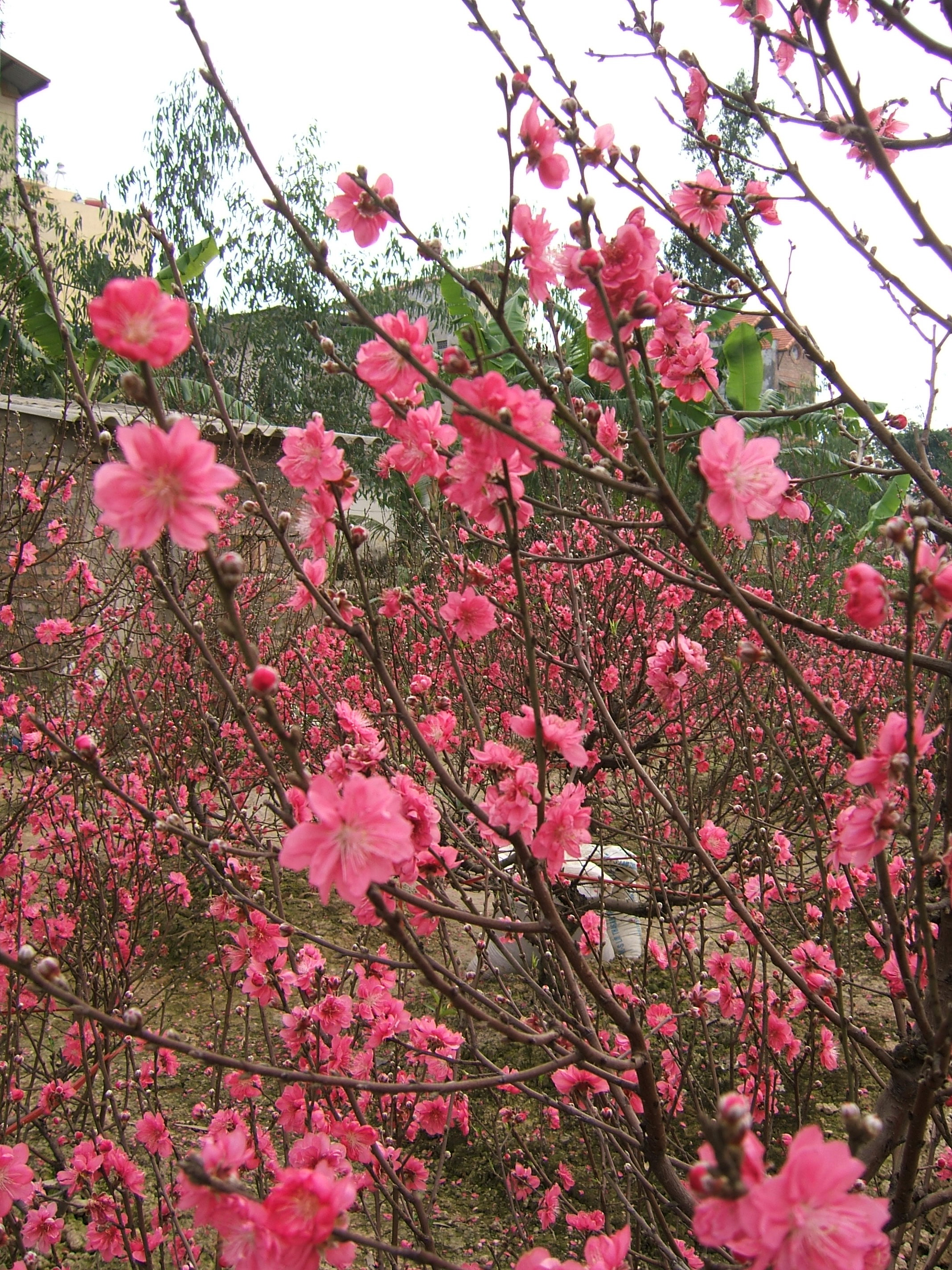
Hoa đào (Prunus persica), một loài trong bộ Hoa hồng.
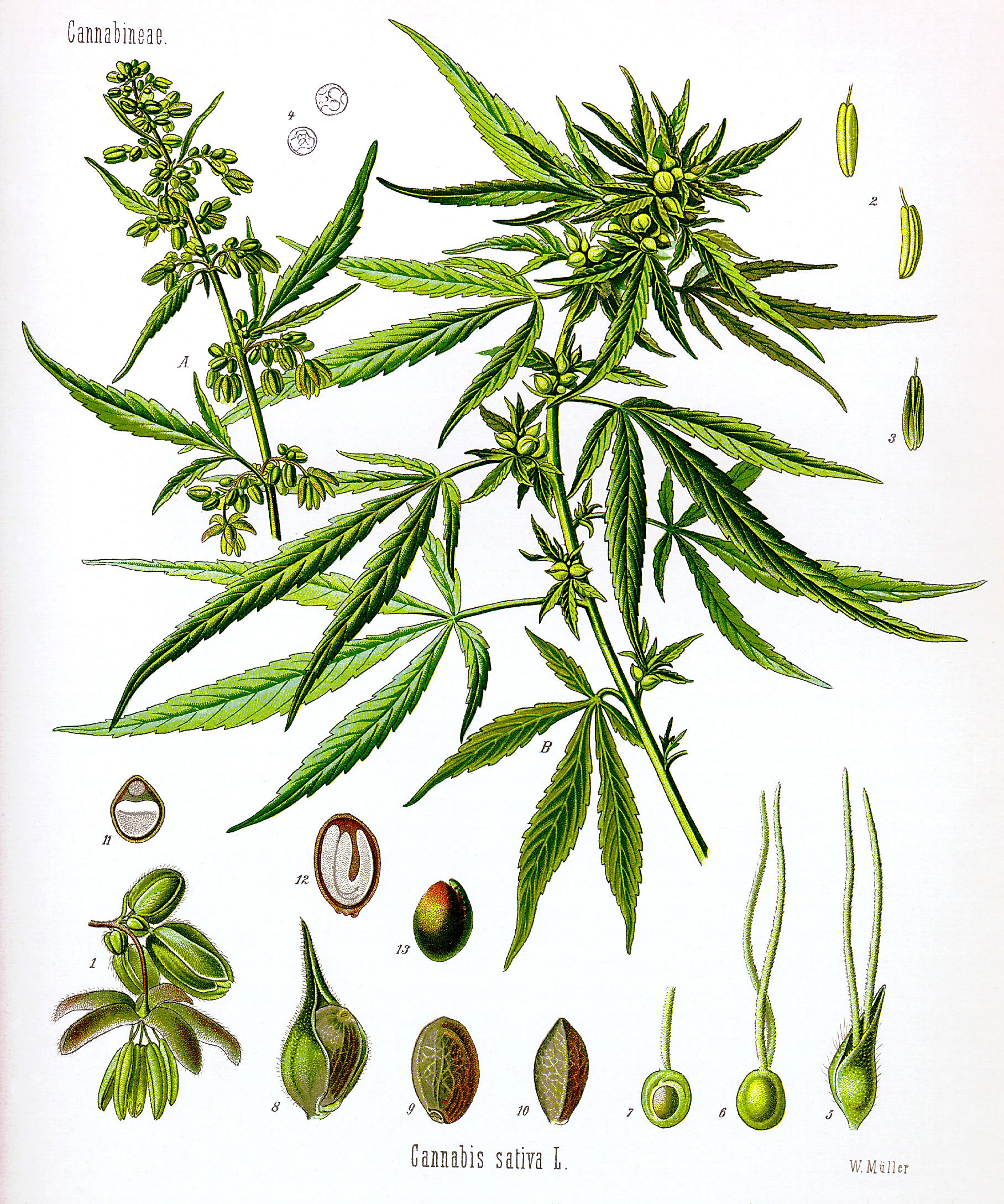
gai dầu (Cannabis sativa), một loài trong bộ Hoa hồng.